# Biserica de lemn din Bezded

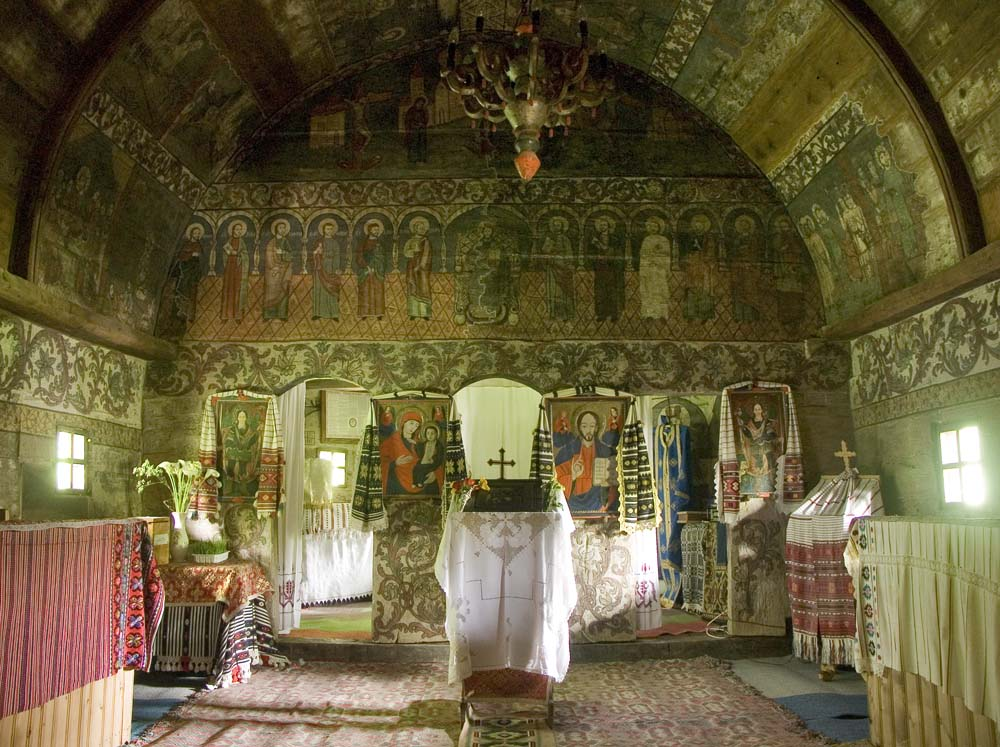
Navă, iconostasul, 2008

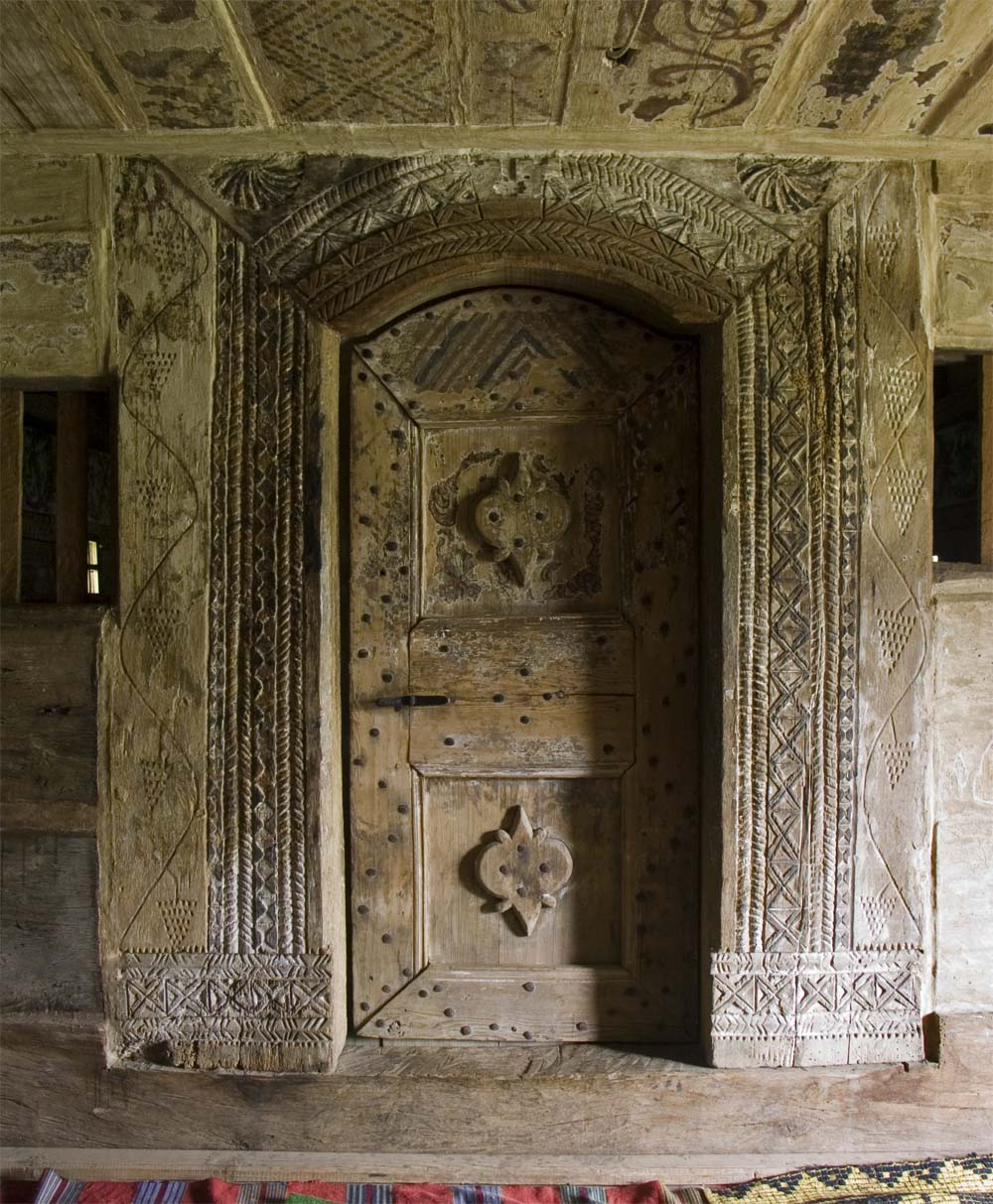
Portalul interior, spre navă, 2008

Biserica de lemn din Bezded din localitatea omonimă în județul Sălaj a fost transferată în Muzeul în Aer Liber din Dumbrava Sibiului în 1990. Construcția datează din anul 1754. Biserica se află pe noua listă a monumentelor istorice sub codul LMI: SB-II-a-A-12012, ce cuprinde Muzeul Tehnicii Populare din Sibiu în ansamblul lui.

## Istoric
Conform inscripției aproape șterse de pe latura de nord a naosului biserica a fost ridicată în anul 1754: "Aceasta sfânta biserica s-au zidit in anul de la H(risto)s 1..4 și s-au zugrăvit în anul 17.9 cu ajutorul a tot satul". Anul pictării poate fi indicat de data scrisă pe icoanele împărătești: 1759.
Pentru valoarea sa deosebită biserica de lemn din Bezded a fost transferată în Muzeul in Aer Liber din Dumbrava Sibiului în anul 1990 și sfințită în anul următor.

## Meșterul Breaz Ion din Gilău
Meșterul bisericii ne-a lăsat portalul drept semnătură. Urmărindu-i modelul la bisericile din satele învecinate îl regăsim la biserica de lemn din Borza în 1758 și la biserica de lemn din Brebi în 1759. La Borza meșterul se semnează "Breaz Ianoș de la Gileaiu" iar la Brebi se semnează "Brearz Io(n)" împreună cu meșterul Borzan. 